# Rosalia Novelli

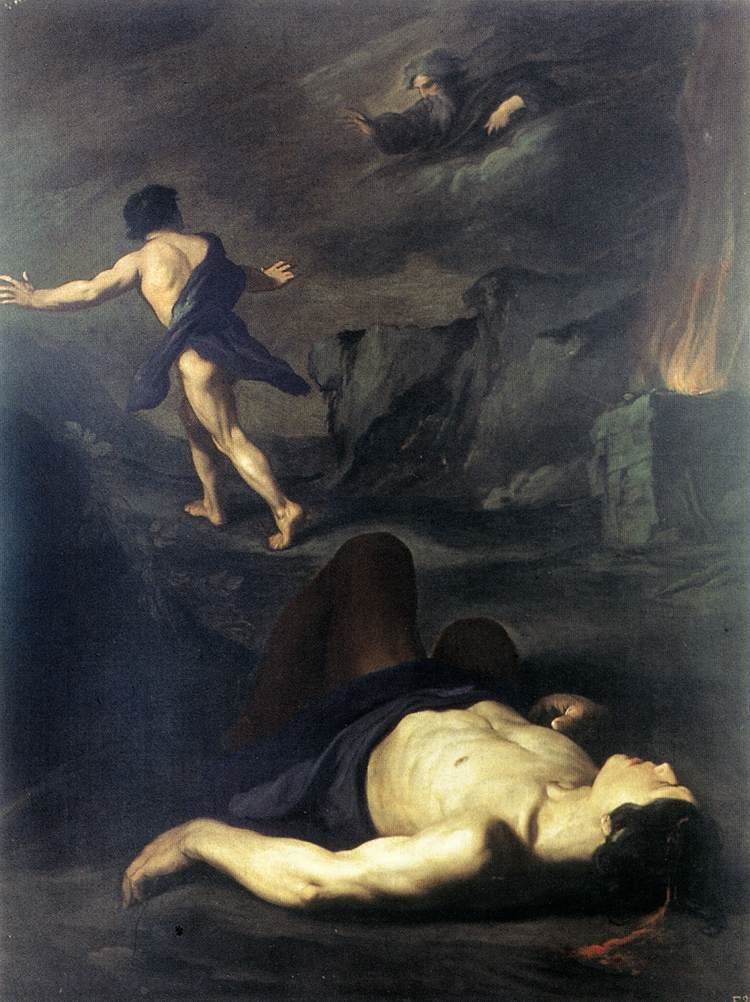
Pietro Novelli Caín y Abel

Rosalia Novelli (1 de febrero de 1628 - posterior a 1688) fue una pintora italiana.

## Biografía
Rosalia Novelli era hija de Pietro Novelli, un pintor nacido en Monreale y Constanza Adamo. Su hermano Antonio Gemignano también fue pintor. Asistió al taller de su padre, donde pudo conocer a otros artistas y celebridades, mientras realizaba de copias de obras de su padre de Anthony van Dyck y de otros flamencos que habían pasado por Palermo. Según Agostino Gallo (1790-1872), uno de los primeros en dar a conocer sus datos biográficos Rosalía Novelli a los cincuenta años enseñaba dibujo y pintura a Anna Fortino, especializada en esculturas modeladas en cera y luego pintadas.
El estilo de la pintura barroca flamenco-dramática caracterizó la producción artística de Palermo, desde los años cuarenta hasta los años sesenta del siglo XVII: era una pintura que por un lado se inspiró en la obra de Pietro Novelli, y por otro en la pintura flamenca.
En Rosalía irradiaba el mito de la pintora Sofonisba Anguissola, que había vivido muchos años en Palermo, 1573-1578 y desde 1615 hasta su muerte en 1625. Por otro lado a partir de 1640, la familia Novelli vivía en la plaza de Santa María del Piliere, justo en la casa donde la pintora cremonese había vivido.
Atribuidas con certeza a Rosalía Novelli son dos pinturas, de fecha 1663ː Santa Magdalena, Santa Rosalía y San Francisco en éxtasis, en la iglesia mayor de Piraino, en la provincia de Messina y la Inmaculada y San Francisco de Borja, en la iglesia barroca de Jesús, en Palermo. Un dibujo en la Galería Regional del Palazzo Abatellis, en Palermo, que representa La recogida del maná, que ha firmado "Rosolea Bono", es decir, con el apellido de su segundo marido, don Diego Bono. Se había casado antes con Carlo Durante y viuda después de un año, se unió en matrimonio con Diego Bono, secretario y refrendario del reino de Sicilia.
Estas dos pinturas evocan el arte de Pietro Novelli, también tienen influencia de la pintura de Santa Rosalía de Anton Van Dyck de Santa Rosalía dentro de una guirnalda de flores en Palermo en la Iglesia de San Francisco Javier, atribuida al pintor flamenco Geronimo Gerardi. Van Dyck había ideado una iconografía para representar a la santa en dos situaciones diferentes: coronación e intercesión. Rosalia Novelli se expresó con un fuerte contraste de luz y sombra, creando una fuente de luz que provenía de la izquierda de la pintura.
Se han atribuido a Rosalia otras pinturas, incluyendo: Sant'Agata que profesa la fe ante el tirano Quinziano, la Purificación de María, la Sagrada Familia con Santa Ana y la Anunciación. En la iglesia de Santa Croce en Furnari, una Virgen del Rosario es probablemente su obra. Las pinturas de Rosalia Novelli son difíciles de atribuir, debido a sus afinidades estilísticas con las de su padre. Es posible que, en la rica manifestación de la Sicilia barroca de Pietro Novelli - expresada en decenas de pinturas - participase su hija Rosalía en diversas obras.
Agostino Gallo ha atribuido a Rosalía Novelli, la Nunziata y la Virgen del Carmen, existentes en la iglesia de San Vito de Palermo, también conocida como la iglesia de Santa María de las Gracias. Agostino Gallo también escribió que eran de Rosalía Novelli la Santísima Virgen en el Monasterio de San Martino, no lejos de Palermo.